# The Operative: No One Lives Forever
The Operative: No One Lives Forever (с англ. — «Оперативник: Никто не живёт вечно»), часто сокращается как NOLF, — компьютерная игра в жанре шутера от первого лица, разработанная компанией Monolith Productions и изданная компанией Fox Interactive 9 ноября 2000 года. В 2002 году, вышло продолжение No One Lives Forever 2: A Spy in H.A.R.M.’s Way, и дополнение Contract J.A.C.K. в 2003.

## Обзор
Главной героиней игры является Кейт Арчер — шпионка, работающая на тайную организацию ЕДИНСТВО (англ. UNITY). Игра является смесью жанров FPS и стэлс-игр. Большинство заданий можно пройти различными путями: либо тайно пробираться и использовать различные гаджеты, либо с громом пушек и напролом.
ЕДИНСТВО следит за миром во всём мире. Но вдруг за одну неделю убиты несколько агентов организации, оставляя ЕДИНСТВО в дефиците опытного персонала. Поэтому Кейт Арчер (бывшей грабительнице-«форточнице») предоставляется роль оперативника, чтобы обнаружить причину убийств. Все пути ведут к новой террористической организации В.Р.Е.Д. (англ. H.A.R.M.), чья цель — уничтожение свободного мира.
Действие происходит в 1960-х, в игре присутствует много юмора. Игрок может заниматься водолазными работами в районе кораблекрушения, падать без парашюта из самолёта и исследовать космическую станцию при нулевом тяготении, всё время борясь с вооружёнными злодеями.
В игре присутствует большое количество гаджетов, включая порошок для уничтожения трупов (так как Кейт недостаточно сильна, чтобы таскать их на себе), отмычки и электронного пуделя для отвлечения сторожевых собак. Также задания полны «предметов для сведений»: текстовые записи, которые зачастую имеют юмористический характер, а также дополняют сюжет игры. За эти предметы игрок получает бонусные очки, которые возможно превратить в награды в конце заданий. Также игрок может выбирать ответы Кейт в разговорах, что даёт или забирает очки репутации.
Враги также могут услышать шаги Кейт и действовать по обстановке. Музыка игры живо напоминает 60-е.

## Отзывы
| Сводный рейтинг               | Сводный рейтинг                            | Сводный рейтинг                            | Сводный рейтинг                            |
| Издание                       | Оценка                                     | Оценка                                     | Оценка                                     |
| Издание                       | Mac                                        | PC                                         | PS2                                        |
| ----------------------------- | ------------------------------------------ | ------------------------------------------ | ------------------------------------------ |
| GameRankings                  |                                            | 88,34 %                                    | 70,12 %                                    |
| Metacritic                    |                                            | 91/100                                     | 67/100                                     |
| Иноязычные издания            |                                            |                                            |                                            |
| Издание                       | Оценка                                     | Оценка                                     | Оценка                                     |
| Издание                       | Mac                                        | PC                                         | PS2                                        |
| CGW                           |                                            | [ 5 ]                                      |                                            |
| Eurogamer                     |                                            | 8/10                                       |                                            |
| GameSpot                      |                                            | 9,3/10                                     | 4,6/10                                     |
| IGN                           | 9,1/10                                     | 9,1/10                                     | 6,9/10                                     |
| Next Generation               |                                            | [ 12 ]                                     |                                            |
| Computer Games Magazine       |                                            | [ 13 ]                                     |                                            |
| Награды                       |                                            |                                            |                                            |
| Издание                       | Награда                                    | Награда                                    | Награда                                    |
| Game Developers Choice Awards | Game Spotlight Award for innovation (2001) | Game Spotlight Award for innovation (2001) | Game Spotlight Award for innovation (2001) |
| Computer Games Magazine       | Game of the Year; Action Game of the Year  | Game of the Year; Action Game of the Year  | Game of the Year; Action Game of the Year  |
| Computer Gaming World         | Action Game of the Year                    | Action Game of the Year                    | Action Game of the Year                    |
| PC Gamer                      | Action Game of the Year                    | Action Game of the Year                    | Action Game of the Year                    |